# 民族研究所
民族研究所（みんぞくけんきゅうじょ）は、1943年（昭和18年）に設置された日本の官立研究所。

## 沿革
設立前の動き
第二次世界大戦以前の日本の民族学者（文化人類学者・社会人類学者）たちは、1934年、渋沢敬三らを中心に発足した日本民族学会（現在の日本文化人類学会）を中心に活動していたが、帝国大学・旧制大学を頂点とする官学の中では人類学の研究が未発達であったため、研究が正当に評価されてはいなかった。そこで当時の学界で指導的地位にあった岡正雄らは、太平洋戦争の中での占領地拡大（「大東亜共栄圏」建設）にともなう民族政策樹立の必要という時局を利用し、人類学者の研究機関を設立しようと政府当局に働きかけた。
創設以降
これにより、1942年中に「民族研究所」の設立が決定され、1943年1月18日に勅令第20号「民族研究所官制」により文部省管轄の研究機関として設立、所長には民族社会学の権威として知られていた京都帝国大学教授・高田保馬が就任した。この研究所は「民族政策ニ寄与スル為諸民族ニ関スル研究ヲ行フ」（「官制」第一条）ことを目的とし、日本最初の官立人類学研究機関であったことから、先述の岡正雄を筆頭に当時の代表的民族学者が参加し、主として大東亜共栄圏の啓蒙活動など国策への協力と並行して、質の高い実証研究が行われた。
民族研究所の設立以前から活動してきた日本民族学会は、民族研究所の設立決定によりその外郭団体に再編され、1942年8月21日財団法人「日本民族学協会」（会長は新村出）と改称して民族研究所の支援にあたるとともに、附属民族学博物館（かつての日本民族学会附属博物館）の運営などを行った。
太平洋戦争後
1945年8月の日本の敗戦にともない同年10月民族研究所は廃止されたが、日本民族学協会は活動を続け、1964年4月には学術団体としての日本民族学会が復活した。

## 組織
以下の6部門で構成されていた。
- 総務部 - 企画・連絡を担当。
- 第一部 - 民族理論・民族政策・民族研究を担当。
- 第二部 - シベリア・モンゴル・スラブ圏など北部・東部アジアを担当。
- 第三部 - 中国西北辺境・中央アジア・近東など中部・西部アジアを担当。
- 第四部 - 中国西南辺境などチベットを担当。
- 第五部 - インドシナ半島・ビルマ・アッサム・インド・南太平洋・東アフリカなど東南アジア・インド太平洋圏を担当。

## 研究員
所員
- 岡正雄 - 総務部・第2部部長を兼任。
- 小山栄三 - 第1部・第4部部長を兼任。
- 古野清人 - 第3部・第5部部長を兼任。

- 八幡一郎（所員）
- 江上波夫（所員）
- 杉浦健一（所員）
- 牧野巽（所員）
- 岩村忍（所員）

助手・兼任
- 佐口透（助手）
- 徳永康元（助手）
- 小野忍（嘱託）
- 関敬吾（嘱託）
- 石田英一郎（嘱託）- 西北研究所所員
- 今西錦司（嘱託） - 西北研究所所員

## 調査
1943年
- 1943年4月～6月　北支・蒙彊・満州(江上波夫 ・徳永康元)
- 1943年7月 満州・中北支・蒙彊(小山栄三・服部親行・佐口透）
- 1943年7月 西蔵・青海，雲南・西康・四川(不明)
- 1943年8月 海南島・南支(牧野巽)

1944年
- 1944年1月 満州・蒙彊(岡正雄)
- 1944年1月 満州・関東州(松浦素)
- 1944年1月～7月 セレベス・ジャワ・マライ・仏印・泰(古野清人・及川宏)
- 1944年3月　満州・北支・蒙彊(岡正雄)
- 1944年4 月〜6月　西蔵・青海，雲南・西康・四川(浅野忠允)：土司制度の調査
- 1944年4 月〜6月　満州・北支(小山栄三)：満州における民族問題の調査
- 1944年5 月〜8月　西北支那・華北（岩村忍・佐口透・小野忍・川西正巳)：蒙彊の回民調査
- 1944年5 月〜8月　蒙彊(江上波夫)：蒙彊ラマ廟・ラマ僧の調査
- 1944年7 月〜10月　満州(坂井実)：満ソ国境地帯の十一着諸民族

1945年
- 1945年7 月下旬　満蒙・北支(八幡一郎・江上波夫・岩村忍・杉浦健一・渡邊照宏・小島公一郎・徳永康元・佐口透・河部利夫・鈴木 二郎・川久保悌朗・小野忍・薬師正男・本田弥太郎)

## 出版物
民族研究所の活動内容としては、機関誌『民族学研究』の発行、民族学研究会と民族学懇談会の開催、民族研究講座の開催、特殊語学研究費の助成、出版助成が念頭に置かれていた。
『民族研究所紀要』
研究所の機関誌として1944年8月、『民族研究所紀要』が創刊された。第4冊まで（第3冊は上下に分冊）の刊行が確認されている。